# JP塔
35°40′47.10″N 139°45′52.50″E / 35.6797500°N 139.7645833°E

從新丸之內大廈望見的JP塔（2012年10月攝）

JP塔（日语：JPタワー）是位於日本東京都千代田區丸之內二丁目的摩天大樓，鄰接東京站丸之內站舍與丸之內大廈。樓高200公尺，地上38層、地下4層、塔樓3層。其為郵便局公司（現日本郵便）、JR東日本、三菱地所的共同開發事業，修建在東京中央郵便局舊廈原址，在改建成摩天大樓的同時，也保留了舊廈的外牆。2012年5月31日竣工，東京中央郵便局與郵貯銀行總行稍後於同年7月17日遷入並開業。2013年3月21日，該大樓低層部分的商業設施「KITTE」開業。2015年，該大樓獲得第56屆BCS獎。
除了日本郵政集團相關企業之外，出光興產、柯尼卡美能達等大型企業，以及日本郵便與東京大學的產學合作設施亦入駐JP塔。

## 関連項目
- KITTE

### 引用
1. ↑  .   [2019-02-11]. （原始内容存档于2019-02-12）.

### 網頁
- 「JPタワー（仮称）」の計画概要についてPDF、日本郵政プレスリリース、2010年5月28日
- JPタワー（仮称） 新築工事概要説明PDF、東京都環境局（日语：東京都環境局）
- JPタワー （页面存档备份，存于）、三菱地所オフィス情報
- 東京丸の内・JPタワー（仮称）新築工事 | 地図に残る仕事。 | 大成建設

## 外部鏈結
- JP塔官方網站 （页面存档备份，存于） （日語）
  - KITTE丸之內 （日語）（英文）（繁體中文）（简体中文）
  - INTERMEDIATHEQUE （页面存档备份，存于） （日語）（英文）
  - Tokyo City i （页面存档备份，存于） （日語）（英文）（简体中文）（繁體中文）
  - JP TOWER Hall & Conference （页面存档备份，存于） （日語）